# Mystrocnemis allardi
Mystrocnemis allardi är en skalbaggsart som beskrevs av Stefan von Breuning 1961. Mystrocnemis allardi ingår i släktet Mystrocnemis och familjen långhorningar. Inga underarter finns listade i Catalogue of Life.